# Аэропорт Текирдаг-Чорлу
Аэропорт Текирдаг-Чорлу имени Ататюрка (тур. Tekirdağ Çorlu Atatürk Havalimanı; ИАТА: TEQ, ИКАО: LTBU) — аэропорт совместного базирования в ильче Чорлу иля Текирдаг, Турция. Находится на восточной окраине города Чорлу к северу от шоссе D.100.
Для пассажирского сообщения открыт в 1998 году. Имя Ататюрка аэропорту присвоено в марте 2019 года с закрытием регулярного пассажирского сообщения в стамбульском аэропорту имени Ататюрка. 
Пассажирский терминал площадью 6 521 м² способен обслуживать до 600 тысяч пассажиров в год. Асфальтобетонная ВПП оснащена курсо-глиссадной системой. Перрон для гражданских самолётов размером 564 × 150 м способен вмещать до 11 коммерческих судов.
Автостоянка при аэропорте рассчитана на парковку 300 автомобилей.
Пассажиропоток в 2023 году составил лишь 32 377 пассажиров (0,015 % суммарных перевозок турецких аэропортов). По состоянию на май 2024 года аэропорт обслуживает лишь один регулярный рейс Анкара (Эсенбога) — Текирдаг-Чорлу авиакомпании Pegasus, совершаемый дважды в неделю: по понедельникам и пятницам.
Аэропорт также обслуживает сезонные, чартерные, частные и грузовые рейсы и является тренировочной базой авиакомпании Turkish Airlines и одной из основных авиабаз ВВС Турции. 6 декабря 2019 года на аэродроме Чорлу был осуществлён первый полёт турецкого ударного БПЛА «Байрактар Акынджы», оснащённого украинским турбовинтовым двигателем АИ-450С.